# Cupa României 2018/19
Der Cupa României wurde in der Saison 2018/19 zum 81. Mal ausgespielt. Im Endspiel siegte der FC Viitorul Constanța gegen Astra Giurgiu mit 2:1 nach Verlängerung.

## Modus
Die Klubs der Liga 1 stiegen erst in der Runde der letzten 32 Mannschaften ein. Es wurde jeweils nur eine Partie ausgetragen, das Halbfinale wurde in Hin- und Rückspiel entschieden. Fand nur eine Partie statt und stand diese nach 90 Minuten unentschieden oder konnte in beiden Partien unter Berücksichtigung der Auswärtstorregel keine Entscheidung herbeigeführt werden, folgte eine Verlängerung von 30 Minuten. Falls danach noch immer keine Entscheidung gefallen war, wurde die Entscheidung im Elfmeterschießen herbeigeführt.

## Sechzehntelfinale
| Datum              |                               | Ergebnis              |                             |
| ------------------ | ----------------------------- | --------------------- | --------------------------- |
| 25. September 2018 | FC Voluntari                  | 2:1                   | FC Botoșani                 |
|                    | FK Csíkszereda Miercurea Ciuc | 2:1                   | ACS Energeticianul          |
|                    | CS Sportul Snagov             | 0:2                   | CS Universitatea Craiova    |
|                    | ASU Politehnica Timișoara     | 1:1 n. V. (2:4 i. E.) | Sepsi OSK Sfântu Gheorghe   |
|                    | Dacia Unirea Brăila           | 1:3                   | Dinamo Bukarest             |
| 26. September 2018 | UTA Arad                      | 3:3 n. V. (3:5 i. E.) | FC Politehnica Iași         |
|                    | Sporting Liești               | 0:3                   | CS Mioveni                  |
|                    | CSM Slatina                   | 0:2                   | FC Dunărea Călărași         |
|                    | Progresul Spartak Bukarest    | 0:1                   | Universitatea Cluj          |
|                    | FC Academica Clinceni         | 0:2                   | FC Hermannstadt             |
|                    | CS Concordia Chiajna          | 0:3                   | FC Viitorul Constanța       |
|                    | FC Chindia Târgoviște         | 0:1                   | CFR Cluj                    |
| 27. September 2018 | Luceafărul Oradea             | 1:5                   | Astra Giurgiu               |
|                    | Rapid Bukarest                | 0:2                   | Turris-Oltul Turnu Măgurele |
|                    | Unirea Alba Iulia             | 0:1                   | Steaua Bukarest             |
|                    | CSM Bucovina Rădăuți          | 1:1 n. V. (7:8 i. E.) | Gaz Metan Mediaș            |

## Achtelfinale
| Datum            |                               | Ergebnis              |                           |
| ---------------- | ----------------------------- | --------------------- | ------------------------- |
| 30. Oktober 2018 | FC Hermannstadt               | 3:0                   | FC Voluntari              |
|                  | Turris-Oltul Turnu Măgurele   | 1:4                   | CS Universitatea Craiova  |
|                  | FC Politehnica Iași           | 2:2 n. V. (3:5 i. E.) | FC Viitorul Constanța     |
| 31. Oktober 2018 | CS Mioveni                    | 0:5                   | Sepsi OSK Sfântu Gheorghe |
|                  | Universitatea Cluj            | 3:4 n. V.             | Astra Giurgiu             |
|                  | Gaz Metan Mediaș              | 0:1                   | CFR Cluj                  |
| 1. November 2018 | FC Dunărea Călărași           | 2:1                   | Steaua Bukarest           |
|                  | FK Csíkszereda Miercurea Ciuc | 3:3 n. V. (6:5 i. E.) | Dinamo Bukarest           |

## Viertelfinale
| Datum            |                               | Ergebnis |                          |
| ---------------- | ----------------------------- | -------- | ------------------------ |
| 26. Februar 2019 | FC Hermannstadt               | 2:3      | FC Viitorul Constanța    |
| 27. Februar 2019 | FC Dunărea Călărași           | 1:2      | Astra Giurgiu            |
|                  | Sepsi OSK Sfântu Gheorghe     | 0:1      | CFR Cluj                 |
| 28. Februar 2019 | FK Csíkszereda Miercurea Ciuc | 0:3      | CS Universitatea Craiova |

## Halbfinale
| Datum                 |                          | Gesamt |                       | Hinspiel | Rückspiel |
| --------------------- | ------------------------ | ------ | --------------------- | -------- | --------- |
| 3. und 24. April 2019 | CFR Cluj                 | 3:5    | Astra Giurgiu         | 1:3      | 2:2       |
| 4. und 25. April 2019 | CS Universitatea Craiova | 1:4    | FC Viitorul Constanța | 1:2      | 0:2       |

## Finale
| Paarung               | Astra Giurgiu – FC Viitorul Constanța |
| Ergebnis              | 1:2 n. V. (1:1, 0:1) |
| Datum                 | 25. Mai 2019 |
| Stadion               | Ilie-Oană-Stadion, Ploiești |
| Zuschauer             | 11.968 |
| Schiedsrichter        | Radu Petrescu (Bukarest) |
| Tore                  | 1:0 Denis Alibec (41.) 1:1 Virgil Ghiță (76.) 1:2 Eric (105+2.) |
| Astra Giurgiu         | David Lazar, Mihai Buetan, Mike Cestor, Florin Bejan (106. Vahid Hambo), Risto Radunović, Filip Mrzljak, Romário Pires, Romario Moise, Azdren Llullaku (86. Erico), Valentin Gheorghe (68. Julien Bègue), Denis Alibec (72. Silviu Balaure). Cheftrainer: Costel Enache |
| FC Viitorul Constanța | Valentin Cojocaru (46. Árpád Tordai), Sebastian Mladen, Bogdan Țîru, Virgil Ghiță, Bradley de Nooijer, Lyes Houri (94. Vlad Achim), Tudor Băluță, Ionuț Vînă, Ianis Hagi, Rivaldinho (70. Andreias Calcan), Denis Drăguș (63. Eric). Cheftrainer: Gheorghe Hagi         |
| Gelbe Karten          | Filip Mrzljak, Azdren Llullaku, Erico – Sebastian Mladen, Eric |
| Platzverweise         | Romário Pires, – keine |